# جيانلوكا دي أنغيليس
جيانلوكا دي أنغيليس (بالإيطالية: Gianluca De Angelis)‏ هو لاعب كرة قدم إيطالي في مركز الهجوم، ولد في 23 مايو 1981 في كاستيلاماري دي ستابيا في إيطاليا. شارك مع منتخب إيطاليا تحت 16 سنة لكرة القدم ومنتخب إيطاليا تحت 17 سنة لكرة القدم ومنتخب إيطاليا تحت 20 سنة لكرة القدم. أما مع النوادي، فقد لعب مع كوسينزا كالشيو ونادي أفيلينو ونادي بارما ونادي بينيفينتو وهيلاس فيرونا.

## وصلات خارجية
- جيانلوكا دي أنغيليس على موقع قاعدة بيانات كرة القدم.إي يو (الإنجليزية)
- جيانلوكا دي أنغيليس على موقع Soccerway.com (الإنجليزية)
- جيانلوكا دي أنغيليس على موقع عالم كرة القدم.نت (الإنجليزية)